# Hartmut Goethe
Hartmut Goethe (* 16. Oktober 1923 in Stargard; † 16. Februar 2020) war ein deutscher Schiffs- und Tropenmediziner.

## Leben

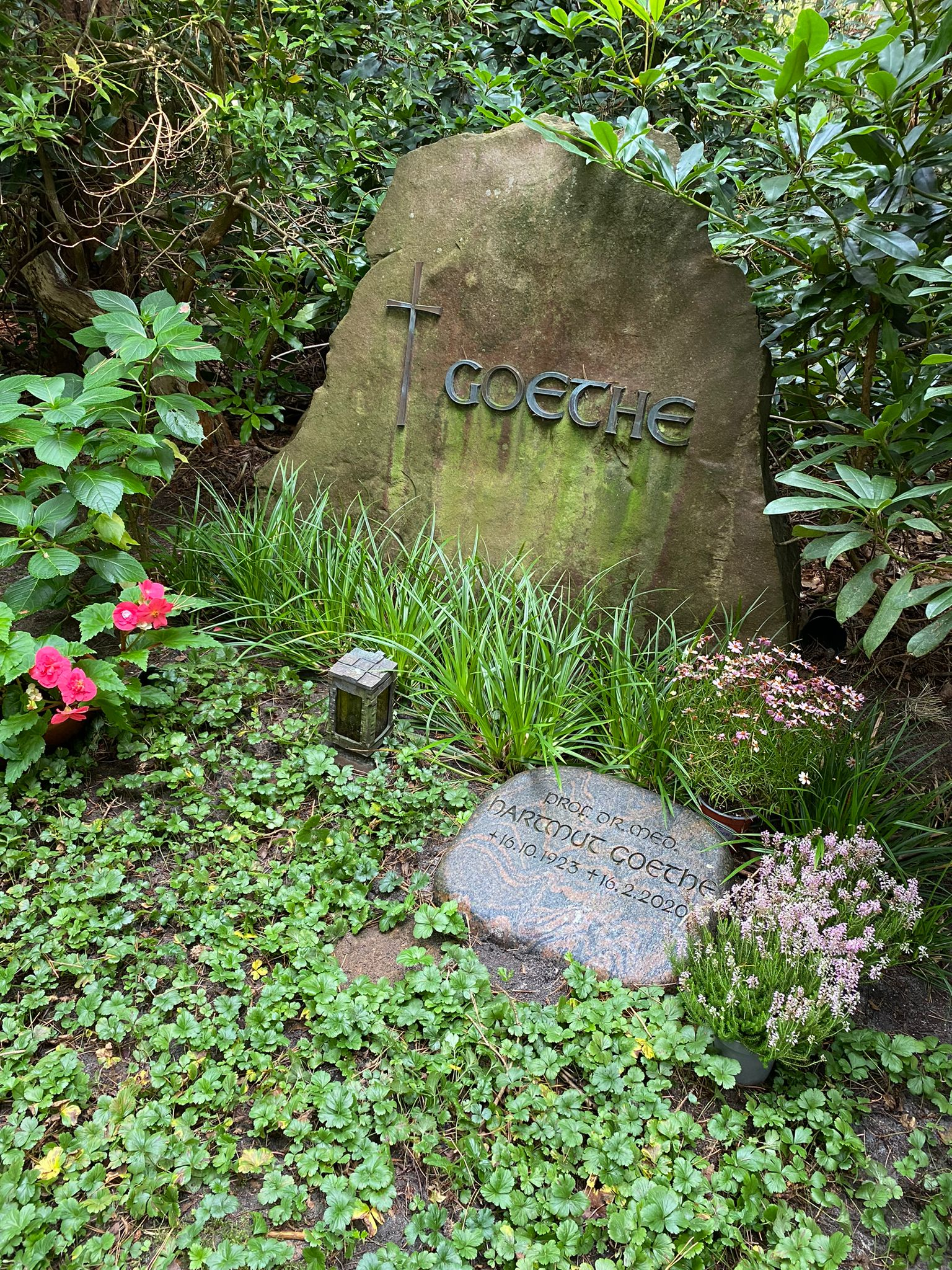
Grabstätte auf dem Waldfriedhof Aumühle

Hartmut Goethe war als junger Soldat Kriegsteilnehmer und kam nach Gefangenschaft und Flucht nach Hamburg, wo er an der dortigen Universität Medizin studierte und 1948 mit einem Beitrag über Poly-Insektizid und Falatox promovierte. Im Anschluss bildete Goethe sich umfangreich auf den Gebieten der Chirurgie und der Inneren Medizin weiter, schwerpunktmäßig Bakteriologie, Infektiologie, Parasitologie und Tropenmedizin.
Goethe wirkte ab 1950 als Schiffsarzt auf einem Fischereischutzboot, arbeitete beim Hafenärztlichen Dienst und später auf dem Fischereiforschungsschiff Anton Dohrn, wo er erstmalig Kontakte zu ausländischen Schifffahrtsmedizinern aufnahm. Nachdem er 1957 Reedereiarzt und stellvertretender Direktor des ärztlichen Dienstes der ESSO Tankschiffreederei geworden war, nahm Goethe an einer Vielzahl von Studien- und Messreisen teil. Daran anschließend wechselte er an das Bernhard-Nocht-Institut für Tropenmedizin und wurde Leiter der Abteilung für Schifffahrtsmedizin.
Goethe forschte unter anderem zu Toxikologie und Epidemiologie bis hin zu Hygiene und psychophysischen Belastungen an Bord eines Schiffes. Daneben gehörte er Gremien der Weltgesundheitsorganisation, der Internationalen Arbeitsorganisation und der Internationalen Seeschifffahrts-Organisation der Vereinten Nationen an. Goethe hielt Vorlesungen zum Thema Tropenmedizin und forcierte die medizinische Ausbildung von Schiffsoffizieren.
1974 wurde Goethe habilitiert, 1980 zum Professor ernannt. Zwei Jahre zuvor, 1978, war er Organisator des First European Nautical Medical Meeting. Anlässlich der siebten Veranstaltung 1989 wurde er in den Ruhestand verabschiedet. 1995 ernannte ihn die 1990 gegründete Deutsche Gesellschaft für Maritime Medizin zu ihrem Ehrenvorsitzenden.
Zahlreiche Publikationen zeugen von Goethes Arbeit. 1990 fungierte er als Herausgeber eines Porträts über den Marinemaler Wolf Strobel. Hartmut Goethe verstarb im Alter von 96 Jahren und fand seine letzte Ruhestätte auf dem Waldfriedhof in Aumühle.

## Veröffentlichungen

### Als (Mit-)Autor
- 1948: Polyinsektizid und Falatox (Dissertation)
- 1955: Wesen und Aufgaben des ärztlichen Dienstes im deutschen Fischereischutz, Gildeverlag Dobler, Bad Godesberg
- 1978: Medical problems in search and rescue (SAR) (mit Anthony Low), Schifffahrtsverlag Hansa, Hamburg, ISBN 978-3-87700-027-4
- 1979: Lärmbelastung auf See- und Binnenschiffen (mit Ernst G. Schmidt), Wirtschaftsverlag NW, Bremerhaven, ISBN 978-3-920320-98-4
- 1981: Schwingungen an Bord von Seeschiffen, Wirtschaftsverlag NW, Bremerhaven, ISBN 978-3-88314-153-4
- 1982: The radio-medical advice in seafaring problems and possibilities of improvement (mit Ernst Zorn und Aref Azzuqa),  Schifffahrtsverlag Hansa, Hamburg, ISBN 978-3-87700-043-4
- 1983: Lärmsituation auf Seeschiffen (mit Dayal Majumder), Wirtschaftsverlag NW, Bremerhaven, ISBN 978-3-88314-243-2
- 1985: Ergonomische Informationssammlung für den Schiffbau einschliesslich Musterlösungen und Prüflisten, Wirtschaftsverlag NW, Bremerhaven, ISBN 978-3-88314-387-3
- 1988: Wachsysteme an Bord von Seeschiffen (mit Anthony Low und Petar Vuksanović), Wirtschaftsverlag NW, Bremerhaven, ISBN 978-3-88314-750-5
- 1988: Die individuellen Rettungsmittel (mit Christa Laban), Koehlers Verlagsgesellschaft, Herford, ISBN 978-3-7822-0442-2

### Als Herausgeber
- 1984: Handbook of Nautical Medicine, Verlag Springer, Berlin/Heidelberg, ISBN 978-3-642-69415-8
- 1990: Der Marinemaler Wolf Strobel, Koehlers Verlagsgesellschaft, Herford, ISBN 978-3-7822-0505-4